# Saint-Estèphe (Gironda)
Saint-Estèphe é uma comuna francesa na região administrativa da Nova Aquitânia, no departamento de Gironda. Estende-se por uma área de 23,54 km². Em 2010 a comuna tinha 1 650 habitantes (densidade: 70,1 hab./km²).